# Freddy Conrad
Pour les articles homonymes, voir Conrad.
Freddy Conrad (de son vrai nom Frederick John Arthur Émile Connerade) est un peintre de la marine de nationalité belge et d'origine anglaise, né à Londres le 2 février 1916 et mort en 1982. Il a vécu à Bruxelles.
Il peignit de nombreux tableaux de voiliers à Ostende.
Il était également décorateur.
Il pratiquait le bateau à voile et se rendait régulièrement au B.R.Y.C. (Bruxelles Royal Yacht Club) et au R.N.S.Y.C. (Royal North Sea Yacht Club) à Ostende. 
Il était aussi membre de la confrérie des Frères de la Côte,.Admis Membre en 1963 et Parrainé par G.Van Stappen et R.Etienne